# Hyponeuma denticulata
Hyponeuma denticulata là một loài bướm đêm trong họ Noctuidae.